# 3200 Phaethon
3200 Phaethon este un asteroid Apollo. A fost descoperit de Simon Green și John K. Davies, cu ajutorul telescopului spațial IRAS, la data de 11 octombrie 1983. Este primul asteroid care a fost decoperit cu acest telescop spațial. 

## Caracteristici
A primit numele lui Phaeton, fiul zeului Soarelui, Hellios, în mitologia greacă. 
3200 Phaethon prezintă o orbită caracterizată de o semiaxă majoră de 1,2713475 u.a. și de o excentricitate de 0,8900252, înclinată de 22,18218° față de ecliptică. Este un asteroid Apollo, a cărui orbită traversează orbitele planetelor Mercur, Venus, Terra și Marte.
Cea mai remarcabilă caracteristică a acestui asteroid este faptul că se apropie mai mult de Soare decât oricare alt asteroid repertoriat. Periheliul său este la doar 0,139 u.a., adică 58% din raza orbitei planetei Mercur. Această orbită ar putea lăsa să se presupună că Phaethon este inima unei comete stinse, cu atât mai mult că ea coincide cu elementele orbitale medii ale ploii de meteori, cunoscută sub numele de Geminide. Totodată în pofida temperaturilor ridicate de 600°C în apropierea Soarelui, nicio emisie de gaze sau de praf nu a putut fi detectată, cum este cazul unei comete.

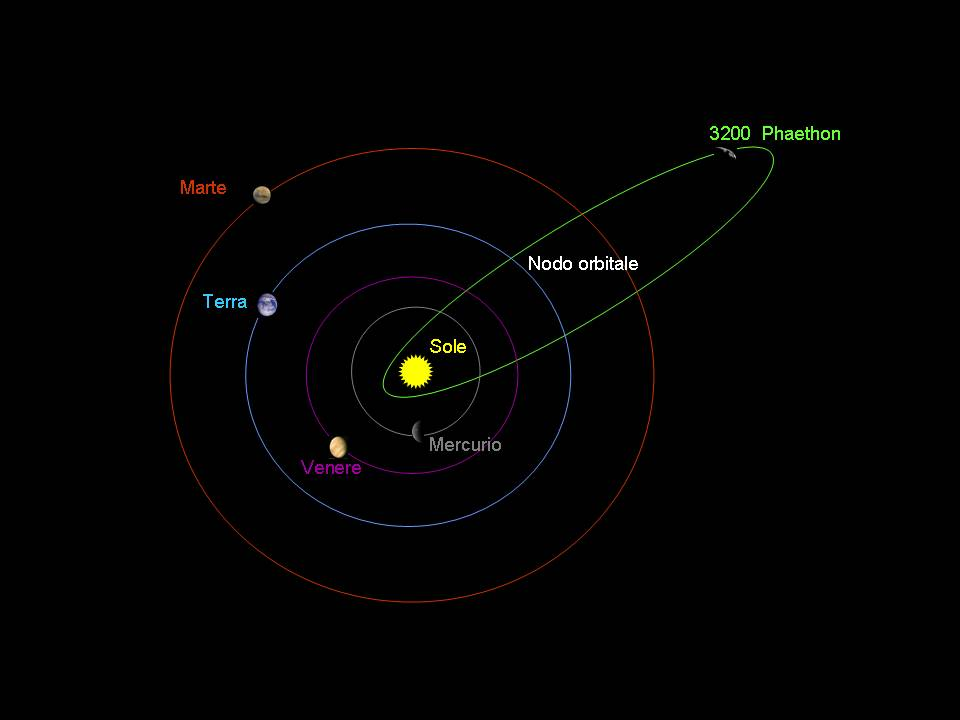
Orbita asteroidului 3200 Phaeton

Phaethon se va apropia relativ foarte mult de Terra la 14 decembrie 2093, trecând la mai puțin de 0,0194 u.a., adică la 2,9 milioane de kilometri (2,9 gigametri).
3200 Phaethon este posibil să facă parte din grupul Pallas.